# Pittenweem Priory
Die Pittenweem Priory ist ein ehemaliger Konvent in der schottischen Ortschaft Pittenweem in der Council Area Fife. 1972 wurde das Bauwerk als Einzeldenkmal in die schottischen Denkmallisten in der höchsten Kategorie A aufgenommen. Das ehemalige Torhaus ist eigenständig als Kategorie-A-Bauwerk klassifiziert.

## Geschichte
Es war der schottische König David I., welcher die Benediktinerabtei auf der Isle of May um das Jahr 1142 mit den Ländereien in Pittenweem ausstattete. Die Abtei unterstand dem englischen Mutterkloster Reading Abbey. Es fand ein reger Austausch zwischen den Standorten Isle of May und Pittenweem statt. Im Zuge der schottischen Unabhängigkeitskriege wurde der Konvent dem augustinischen St Andrews Priory im schottischen St Andrews unterstellt. Im Laufe des 15. Jahrhunderts wurde das Great House zur Unterbringung der Mönche in Pittenweem errichtet. Die Säkularisation durch Jakob VI. fand 1592 durch Übergabe der Anlage an den Burgh Pittenweem statt.
Im Laufe des 17. Jahrhunderts wurden Teile der Gebäude überarbeitet. Ab 1828 diente das teilweise neu aufgebaute Great House als Rathaus, ein nebenliegendes Gebäude als Pfarrhaus. Heute werden die restaurierten Häuser als Wohngebäude genutzt.

## Beschreibung

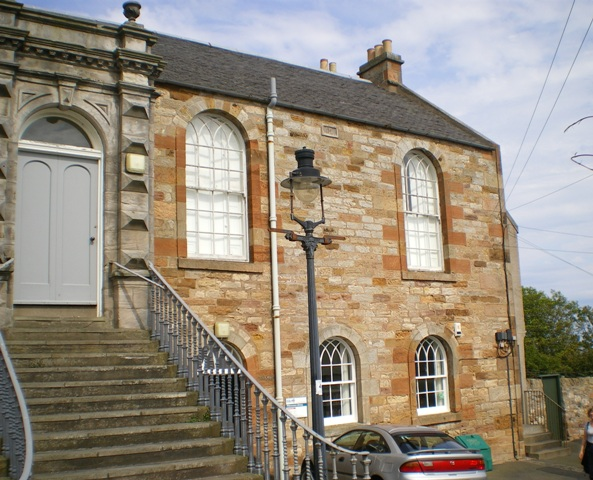
Viktorianischer Anbau und das restaurierte, ehemalige Pfarrhaus

Die Anlage überblickt den Hafen Pittenweems am Firth of Forth. Sie überbaut teils die seit mittelalterlichen Zeiten christlich verehrte St Fillan’s Cave. Die ältesten Bruchsteinmauern stammen vermutlich aus dem 16. Jahrhundert. Bei der Einrichtung des Rathauses wurde ein viktorianischer Vorbau hinzugefügt. Das abschließende Dach ist teils mit Schiefer eingedeckt und der Nordgiebel mit Harl verputzt.
Anhand der Beschaffenheit seines Mauerwerks sind die verschiedenen Bauphasen des an der Südseite angrenzenden ehemaligen Pfarrhauses nachvollziehbar. Seine Fassaden sind teils mit Harl verputzt.

## Torhaus

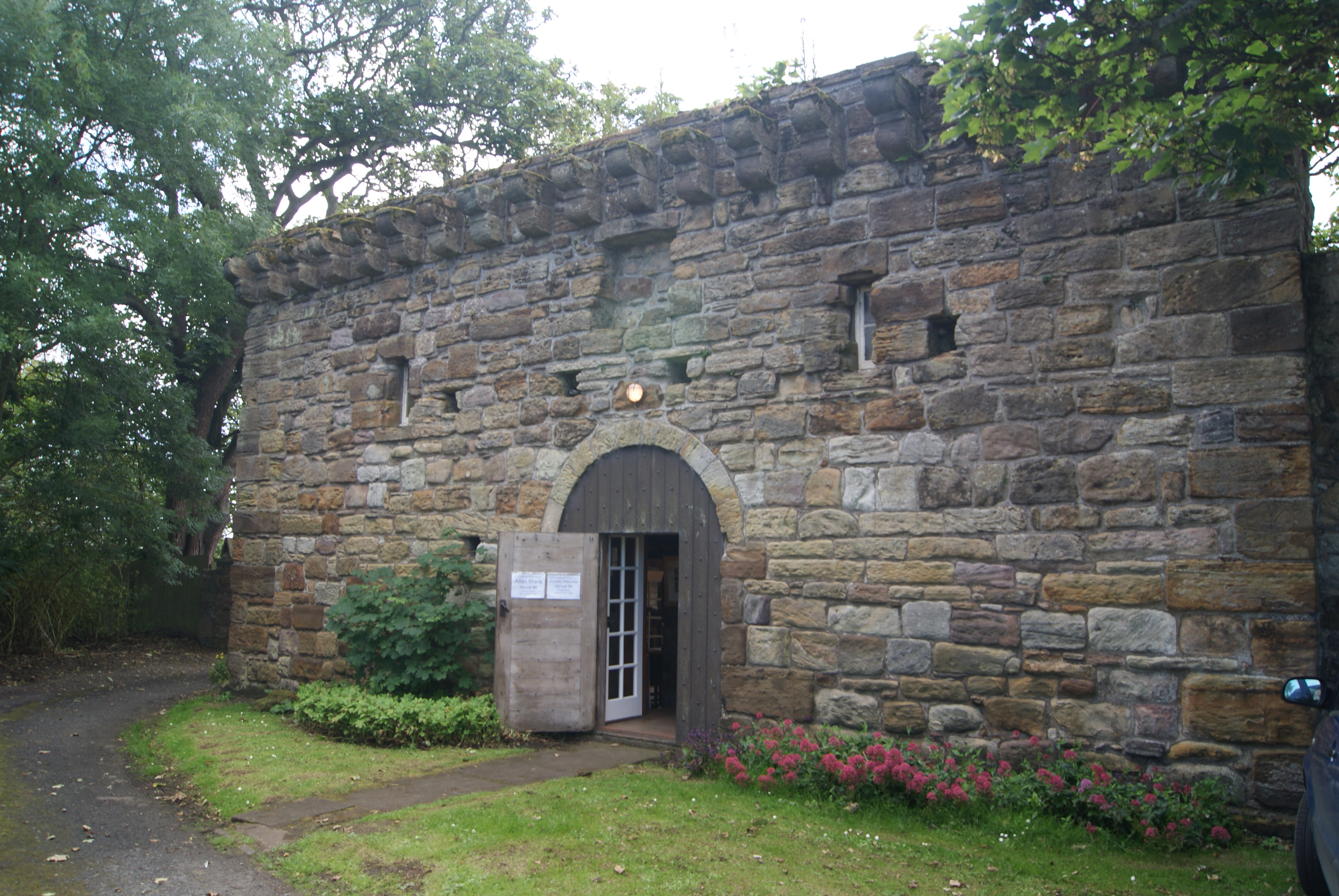
Ehemaliges Torhaus der Pittenweem Priory

An der Nordwestecke des umfriedeten Geländes befindet sich das ehemalige Torhaus. Das ehemals als Scheduled Monument klassifizierte Gebäude stammt aus dem 15. Jahrhundert. Im Laufe des 17. Jahrhunderts wurde im Zuge einer Überarbeitung ein Anbau hinzugefügt. Mittig ist ein weites Rundbogenportal eingelassen. Das zweistöckige Gebäude schließt mit einer Zinnenbewehrung mit Maschikuli.